# Rejon Biləsuvar
Rejon Biləsuvar (azer. Biləsuvar rayonu) – rejon w południowym Azerbejdżanie.